# 原根
原根（英語：Primitive root）是一个在数论中的重要概念，特别是整除理论。
對於两个正整数{\displaystyle \gcd(a,m)=1}，由欧拉定理可知，存在正整数{\displaystyle d\leq m-1}， 比如说欧拉函数{\displaystyle d=\varphi (m)}，即小于等于{\displaystyle m}的正整数中与{\displaystyle m}互質的正整数的个数，使得{\displaystyle a^{d}\equiv 1{\pmod {m}}}。
由此，在{\displaystyle \gcd(a,m)=1}時，定義{\displaystyle a}对模{\displaystyle m}的指数{\displaystyle \delta _{m}(a)}為使{\displaystyle a^{d}\equiv 1{\pmod {m}}}成立的最小的正整数{\displaystyle d}。由前知{\displaystyle \delta _{m}(a)} 一定小于等于 {\displaystyle \varphi (m)}，若{\displaystyle \delta _{m}(a)=\varphi (m)}，則稱{\displaystyle a}是模{\displaystyle m}的原根。

## 例子
考慮 {\displaystyle m=7}，则 {\displaystyle \varphi (m)=\varphi (7)=6}。
设 {\displaystyle a=2} ，由于
{\displaystyle {\begin{array}{rcrcrc}2^{1}&=&2^{0}\times 2&\equiv &1\times 2&=&2&\equiv &2{\pmod {7}}\\2^{2}&=&2^{1}\times 2&\equiv &2\times 2&=&4&\equiv &4{\pmod {7}}\\2^{3}&=&2^{2}\times 2&\equiv &4\times 2&=&8&\equiv &1{\pmod {7}}\end{array}}}
因此有{\displaystyle Ord_{7}(2)=3\neq \varphi (7)=6}，所以 2 不是模 7 的一个原根。
设 {\displaystyle a=3} ，由于
{\displaystyle {\begin{array}{rcrcrcrcrcr}3^{1}&=&3^{0}\times 3&\equiv &1\times 3&=&3&\equiv &3{\pmod {7}}\\3^{2}&=&3^{1}\times 3&\equiv &3\times 3&=&9&\equiv &2{\pmod {7}}\\3^{3}&=&3^{2}\times 3&\equiv &2\times 3&=&6&\equiv &6{\pmod {7}}\\3^{4}&=&3^{3}\times 3&\equiv &6\times 3&=&18&\equiv &4{\pmod {7}}\\3^{5}&=&3^{4}\times 3&\equiv &4\times 3&=&12&\equiv &5{\pmod {7}}\\3^{6}&=&3^{5}\times 3&\equiv &5\times 3&=&15&\equiv &1{\pmod {7}}\end{array}}}
因此有 {\displaystyle Ord_{7}(3)=6=\varphi (7)} ，所以 3 是模 7 的一个原根。

## 性质
- 可以证明，如果正整数{\displaystyle \gcd(a,m)=1}和正整数 d 满足{\displaystyle a^{d}\equiv 1{\pmod {m}}}，则 {\displaystyle Ord_{m}(a)} 整除 d。[2]因此{\displaystyle Ord_{m}(a)}整除{\displaystyle \varphi (m)}。在例子中，当{\displaystyle a=3}时，我们仅需要验证 3 的 2、3 次方模 7 的余数即可，如果其中有一个是1，则3就不是原根。
- 记{\displaystyle \delta =Ord_{m}(a)}，则{\displaystyle a^{0},a^{1},a^{2}\cdots ,a^{\delta -1}}模 m 两两不同余。因此当{\displaystyle a}是模{\displaystyle m}的原根时，{\displaystyle a^{0},a^{1},a^{2}\cdots ,a^{\delta -1}}构成模 m 的简化剩余系。
- 模{\displaystyle m}有原根的充要條件是{\displaystyle m=1,2,4,p^{n},2p^{n}}，其中{\displaystyle p}是奇質數，{\displaystyle n}是任意正整數。
- 对正整数{\displaystyle (a,m)=1}，如果 a 是模 m 的原根，那么 a 是整数模m乘法群（即加法群 Z/mZ 的可逆元，也就是所有与 m 互素的正整数构成的等价类构成的乘法群）Zm×的一个生成元。由于Zm×有 {\displaystyle \varphi (m)}个元素，而它的生成元的个数就是它的可逆元个数，即 {\displaystyle \varphi (\varphi (m))}个，因此当模{\displaystyle m}有原根時，它有{\displaystyle \varphi (\varphi (m))}個原根。

## 一些數的原根列表
| m   | 模m的原根(有*號的數沒有原根，此時是有最大模m週期的數) | 週期 ( A002322) |
| 1   | 0                                                     | 1               |
| 2   | 1                                                     | 1               |
| 3   | 2                                                     | 2               |
| 4   | 3                                                     | 2               |
| 5   | 2, 3                                                  | 4               |
| 6   | 5                                                     | 2               |
| 7   | 3, 5                                                  | 6               |
| 8*  | 3, 5, 7                                               | 2               |
| 9   | 2, 5                                                  | 6               |
| 10  | 3, 7                                                  | 4               |
| 11  | 2, 6, 7, 8                                            | 10              |
| 12* | 5, 7, 11                                              | 2               |
| 13  | 2, 6, 7, 11                                           | 12              |
| 14  | 3, 5                                                  | 6               |
| 15* | 2, 7, 8, 13                                           | 4               |
| 16* | 3, 5, 11, 13                                          | 4               |
| 17  | 3, 5, 6, 7, 10, 11, 12, 14                            | 16              |
| 18  | 5, 11                                                 | 6               |
| 19  | 2, 3, 10, 13, 14, 15                                  | 18              |
| 20* | 3, 7, 13, 17                                          | 4               |
| 21* | 2, 5, 10, 11, 17, 19                                  | 6               |
| 22  | 7, 13, 17, 19                                         | 10              |
| 23  | 5, 7, 10, 11, 14, 15, 17, 19, 20, 21                  | 22              |
| 24* | 5, 7, 11, 13, 17, 19, 23                              | 2               |
| 25  | 2, 3, 8, 12, 13, 17, 22, 23                           | 20              |
| 26  | 7, 11, 15, 19                                         | 12              |
| 27  | 2, 5, 11, 14, 20, 23                                  | 18              |
| 28* | 3, 5, 11, 17, 19, 23                                  | 6               |
| 29  | 2, 3, 8, 10, 11, 14, 15, 18, 19, 21, 26, 27           | 28              |
| 30* | 7, 13, 17, 23                                         | 4               |
| 31  | 3, 11, 12, 13, 17, 21, 22, 24                         | 30              |
| 32* | 3, 5, 11, 13, 19, 21, 27, 29                          | 8               |
| 33* | 2, 5, 7, 8, 13, 14, 17, 19, 20, 26, 28, 29            | 10              |
| 34  | 3, 5, 7, 11, 23, 27, 29, 31                           | 16              |
| 35* | 2, 3, 12, 17, 18, 23, 32, 33                          | 12              |
| 36* | 5, 7, 11, 23, 29, 31                                  | 6               |

除了直接運算以外，至今還沒有一個辦法可以找到模特定m時的原根，但假如已知模m有一個原根，則可找出它其他的原根。

## 最小原根
模 p 的最小原根 g p 定義為在 1 到 p-1 中最小的原根。數學家已經給出最小原根的上界及下界的一些限制。
伯吉斯(1962)證明對任何 ε>0，存在一個 C>0，使得
{\displaystyle g_{p}\leq Cp^{{\frac {1}{4}}+\epsilon }}。
Emil Grosswald (1981) 證明如果 {\displaystyle p>e^{e^{24}}}，則 {\displaystyle g_{p}<p^{0.499}}。